# الجدول الزمني لتطور البلاستيك
```
الجدول الزمني لتطور  البلاستيك
 ، هو قائمة تتضمن الاكتشافات و التطورات الرئيسية في إنتاج هذه المادة .
```

## ما قبل القرن التاسع عشر
| سنة              | حدث | مرجع  |
| ---------------- | --- | ----- |
| 1600 قبل الميلاد | استخدم سكان أمريكا الوسطى المطاط الطبيعي في صناعة الكرات والتماثيل الصغيرة.                                                                     | [ 1 ] |
| 1000 قبل الميلاد | أول دليل مكتوب على وجود اللك . |       |
| العصور الوسطى    | استخدم الأوروبيون قرون الأبقار المعالجة كمواد شفافة للنوافذ. يستخدم اليابانيون والصينيون قرون الثور لنفس الغرض، وكذلك في ظلال المصابيح الزيتية. |       |

## القرن التاسع عشر
| سنة                       | حدث | مرجع  |
| ------------------------- | --- | ----- |
| 1839                      | إدوارد سيمون ، صيدلاني ألماني، يكتشف البوليسترين                                                                                 | [ 2 ] |
| 1844                      | حصل توماس هانكوك على براءة اختراع عملية الفلكنة للمطاط في بريطانيا، وتبعه مباشرة تشارلز جوديير في الولايات المتحدة.              | [ 3 ] |
| 1856                      | باركيسين ، أول عضو في فئة المركبات السليولويدية ويعتبر أول بلاستيك من صنع الإنسان، حصل على براءة اختراع من قبل ألكسندر باركس .   | [ 4 ] |
| 1869                      | يكتشف جون ويسلي هايات طريقة لتبسيط إنتاج السيلولويد، مما يجعل الإنتاج الصناعي ممكنًا.                                             |       |
| 1872                      | تم تصنيع البولي فينيل كلوريد عن طريق الخطأ في عام 1872 من قبل الكيميائي الألماني يوجين باومان .                                  | [ 5 ] |
| 1889                      | نجحت شركة إيستمان كوداك في تقديم براءة اختراع لفيلم السيلولويد                                                                   | [ 6 ] |
| تسعينيات القرن التاسع عشر | الجلاليث ، وهو عبارة عن بلاستيك مشتق من الكازين تم تطويره بواسطة فيلهلم كريش وأدولف سبيتلر .                                     | [ 7 ] |
| تسعينيات القرن التاسع عشر | اكتشف أوغست تريلات وسيلة لإزالة مادة الكازين من خلال غمرها في الفورمالديهايد ، مما أدى إلى إنتاج مادة تم تسويقها باسم الجلاليث . | [ 7 ] |
| 1894                      | تم تطوير أسطوانات الفونوغراف المصنوعة من مادة الشلك وسرعان ما أصبحت معيارًا صناعيًا.                                               |       |
| 1898                      | تم تصنيع البولي إيثيلين لأول مرة بواسطة الكيميائي الألماني هانز فون بيتشمان أثناء التحقيق في الديازوميثان .                      | [ 8 ] |

## القرن العشرين
| السنة                   | الحدث | المرجع |  |
| ----------------------- | --- | --- |  |
| 1907                    | تم الإبلاغ عن الباكليت، أول مادة صلبة حرارية صناعية بالكامل، بواسطة ليو بيكلاند باستخدام الفينول والفورمالديهايد.                                                                 | |  |
| 1912                    | بعد أكثر من 10 سنوات من البحث، طور جاك إي. براندنبرجر طريقة لإنتاج السيلوفان وحصل على براءة اختراع.                                                                               | [ 9 ] |  |
| 1926                    | طور والدو سيمون وشركة بي. إف. جودريتش طريقة تليين البولي فينيل كلوريد عن طريق مزجه مع مواد مضافة مختلفة.                                                                          | |  |
| 1930                    | النيوبرين تم إنتاجه لأول مرة في شركة دوبونت | [ 6 ] |  |
| ثلاثينيات القرن العشرين | البوليسترين تم إنتاجه لأول مرة بواسطة باسف | [ 1 ] |  |
| 1931                    | قدمت شركة آر سي إيه فيكتور [الإنجليزية] مركبها فينيل القائم على الفينيل للتسجيلات. تتميز التسجيلات الفينيلية بكثافة أخاديد ضعف كثافة التسجيلات المصنوعة من اللك مع جودة صوت جيدة. | |  |
| 1933                    | تم اكتشاف أول عملية تصنيع للبولي إيثيلين صناعيًا بواسطة إريك فوسيت وريجينالد جيبسون في مصانع إمبريال كيميكال إندستريز (ICI) في نورثويتش، إنجلترا.                                  | url=http://archive.thisischeshire.co.uk/2006/8/23/275808.html \|archive-url= https://web.archive.org/web/20100121071050/http://archive.thisischeshire.co.uk/2006/8/23/275808.html \|archive-date=21 January 2010 \|title=Winnington history in the making \|date=23 August 2006 \|work=This is Cheshire \|access-date=20 February 2014 } ... عُرضت هذه المادة في المعرض العالمي لعام 1939، واستخدمت بشكل مشهور في الجوارب في عام 1940 |  |
| 1938                    | اكتشف بولي تيترافلورو إيثيلين (المعروف باسم تيفلون) بواسطة روي بلونكيت في شركة دوبونت.                                                                                            | |  |
| 1941                    | تم اكتشاف بولي إيثيلين تيريفثالات (PET) في رابطة طابعات كاليكو في بريطانيا. تم إنتاج البوليسترين الموسع لأول مرة                                                                  | |  |
| 1950                    | بدأت شركة دوبونت تصنيع البوليستر. | |  |
| 1951                    | قام جيه بول هوجان وروبرت إل بانكس من شركة فيليبس ببلمرة البروبيلين لأول مرة لإنتاج بولي بروبيلين                                                                                  | |  |
| 1953                    | تم تطوير البولي كربونات بشكل مستقل بواسطة هيرمان شنيل في باير ودانيال فوكس في جنرال إلكتريك                                                                                       | |  |
| 1954                    | تم اكتشاف البولي بروبيلين بواسطة جوليو ناتا وبدأ الإنتاج في عام 1957 | [ 1 ] |  |
| 1954                    | تم اختراع البوليسترين الموسع، المستخدم في عزل المباني، والتغليف، والأكواب، بواسطة داو كيميكال.                                                                                    | [ 1 ] |  |
| 1957                    | بدأت شركة مونتيكاتيني الإيطالية الإنتاج التجاري واسع النطاق للبولي بروبيلين المتساوي التكاثف.                                                                                     | |  |
| ستينيات القرن العشرين   | تم طرح زجاجات البولي إيثيلين عالية الكثافة والتي سرعان ما حلت محل الزجاجات الزجاجية في معظم التطبيقات                                                                             | <ref name="The History of soft drink Timeline">"The History of soft drinkurl= يوليو 2012". {{استشهاد ويب}}: الوسيط \|تاريخ الوصول بحاجة لـ \|مسار= (مساعدة) والوسيط \|مسار= غير موجود أو فارع (مساعدة) |  |
| 1965                    | تم تطوير كيفلر في شركة دوبونت بواسطة ستيفاني كووليك | |  |
| ثمانينيات القرن العشرين | يحل مخزون فيلم البوليستر محل أسيتات السليلوز في الأفلام الفوتوغرافية وأشرطة الكمبيوتر.                                                                                            | |  |
| 1988                    | إصدار أول أوراق نقدية من البوليمر في أستراليا | |  |